# كاج (بشتكوه)
کاج (بالفارسية: کاج) هي قرية تقع في إيران في Poshtkuh Rural District. يقدر عدد سكانها بـ 3,774 نسمة .